# Tetragnatha kea
Tetragnatha kea är en spindelart som beskrevs av Gillespie 1994. Tetragnatha kea ingår i släktet sträckkäkspindlar, och familjen käkspindlar. Inga underarter finns listade i Catalogue of Life.